# Jättekostare
Jättekostare (Molothrus oryzivorus) är en fågel i familjen trupialer inom ordningen tättingar.

## Utseende
Jättekostaren är som namnet avslöjar en mycket stor kostare, där hanen är avsevärt större än honan. Den tjocka nacken får huvudet att se litet ut. Näbben är mycket kraftig och spetsig. Ögonfärgen varierar, från röd i Centralamerika och gulaktig i delar av Sydamerika. F||lykten är kraftfull och direkt, med flaxande följt av glid. 

## Utbredning och systematik
Jättekostare delas in i två underarter med följande utbredning:
- Molothrus oryzivorus impacifus – förekommer utmed sluttningen mot Karibien från södra Mexiko (södra Veracruz) till västra Panama
- Molothrus oryzivorus oryzivorus – förekommer från östra Panama till Bolivia, Paraguay, sydöstra Brasilien och nordöstra Argentina

## Levnadssätt
Jättekostaren hittas i tropiska låglänta områden. Den påträffas i skogsbryn, betesmarker, fruktträdgårdar och öppna gräsrika marker utmed floder, ofta i små grupper. Under häckningssäsongen ses den nära oropendolakolonier, i vars bon den lägger sina ägg. 

## Status och hot
Arten har ett stort utbredningsområde, men tros minska i antal, dock inte tillräckligt kraftigt för att den ska betraktas som hotad. Internationella naturvårdsunionen IUCN listar arten som livskraftig (LC). Beståndet uppskattas till i storleksordningen fem till 50 miljoner vuxna individer.